# Aba (Adelsgeschlecht)

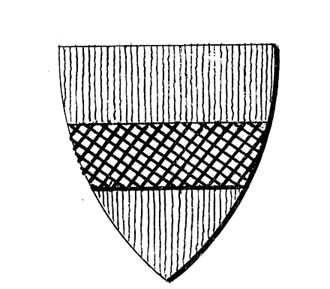
Wappen

Der Aba-Clan war eines der ältesten ungarischen Herrschaftsgeschlechter.

## Mitglieder
Sein bekanntester Abkömmling war Paladin Sámuel Aba, von 1041 bis 1044 König von Ungarn. Dem Aba-Clan entstammen folgende Familien: 
| - Báthory de Gagy - Berthóty, - Bethlen de Iktár, - Cente, - Chyrke, - Csobánkafy, | - Hedry, - Karácsonyi, - Keczer, - Kompolthy, - Lipóczy, - Omód | - Nekcsey, - Rhédey, - Sirokay, - Somosy, - Vendéghy, - Vitézy. |